# キセキ (GReeeeNの曲)
「キセキ」は、GReeeeN（現：GRe4N BOYZ）の通算7枚目のシングルである。2008年5月28日発売。

## 概要

### ROOKIES
2008年（平成20年）5月28日に発売されたこのシングルのタイトル曲である「キセキ」は、高校野球を題材としたTBS系テレビドラマ『ROOKIES』（同年4月19日から7月26日放送）の主題歌である。
同年6月5日放送のTBS系列『うたばん』に『ROOKIES』の出演者たちが出演した際、登場のシーンでこの曲を歌った。また同年、TBS系列限定で放送されたトヨタ自動車「ist」と映画 「ROOKIES〜卒業〜」とのコラボCMのCMソングに起用された。

### 野球関連
2009年（平成21年）3月21日から4月2日まで開催された第81回選抜高等学校野球大会において、開会式入場行進曲に採用された。
また読売ジャイアンツ内野手の中島宏之、坂本勇人が自軍主催試合での登場曲として使用している｡

### DVD
DVDが付属しない通常盤と自身初となるDVD付属の初回限定盤が存在する。初回盤のDVDには、テレビでは放送されない『キセキ』のPVとは全く異なる編集によるテレビ未公開版PV『「キセキ」〜夜空のキセキ〜』が収録されている。

### 音楽配信
着うたは『ROOKIES』の放送開始に合わせ2008年4月19日から先行配信され、同年5月18日までの1か月で100万ダウンロードを突破した。着うたフルは2008年6月4日から配信され、初日に1日当たりの件数としては史上初の10万超えとなる18万ダウンロードを記録した。また、配信開始から29日で100万ダウンロードを突破し、着うたフル史上最速のミリオン達成を記録した。その後も配信件数を伸ばし、2009年5月28日には、ギネスで「日本で最も売れたダウンロード・シングル」と認定された青山テルマ feat. SoulJaの「そばにいるね」の200万件（2008年9月）を上回る230万件を突破、記録更新としてギネスに申請を行い、同年7月2日に着うたフルで230万1674件、着うた総計で590万超として記録認定された。
フル配信（着うたフル、インターネット及びスマホ。日本レコード協会発表）では400万DLを達成しており、これは2015年現在、国内で歴代最多の記録である。

### チャート
2008年6月9日付のオリコンシングルチャートでグループにとってシングル、アルバム通じてデビュー以来初の首位を獲得。初動は自己最高記録を大幅更新し、「人」から「旅立ち」までの累積売上を初動のみで更新した。また、2008年のオリコン年間シングルチャートでは4位となっている。
2008年と2009年の2年連続で、オリコン年間カラオケランキングで1位となった。（オリコン史上初の記録、第一興商の年間カラオケランキングでは、SMAPの世界に一つだけの花以来の記録。）また、2009年12月28日付のオリコン週間カラオケランキングでも1位で、5か月以上連続1位を継続した。
日本音楽著作権協会（JASRAC）の著作権使用料分配額（国内作品）ランキングで2008年度の年間3位、2009年度の年間1位、2010年度の年間5位を獲得した。2017年度には7年ぶりに年間トップ10入り（9位）を記録した。

### プロモーションビデオ
プロモーションビデオには桜木せいら、田辺修斗、五十畑哉耶、蒼井涼香が出演している。

### 発車メロディ
GReeeeNが福島県郡山市にゆかりのあることから、2015年4月1日から郡山駅の新幹線ホームにて発車メロディに採用された。

### 映画化
本楽曲が誕生するまでの物語を2017年に映画化（後述）。

### その他
2019年10月7日 - 10月13日放送のKBS京都「京都・時の証言者」で2008年のBGMとして使用。
初出場した第71回NHK紅白歌合戦にて、星影のエールと共に、同曲を披露した。
郡山中央交通 2021年度CMソング

## 収録曲
1. キセキ (4:35)
作詞・作曲：GReeeeN
2. ルーキーズ (3:55)
作詞・作曲・編曲：GReeeeN

## 収録アルバム
- あっ、ども。おひさしぶりです。（#1）
- 塩、コショウ（#1、初回盤Bのみ収録）
- いままでのA面、B面ですと!?（#1,2）
- 歌うたいが歌うたいに来て 歌うたえと言うが 歌うたいが歌うたうだけうたい切れば 歌うたうけれども 歌うたいだけ 歌うたい切れないから 歌うたわぬ!?（#1、初回盤Aのみ収録）
- 今から親指が消える手品しまーす。（#1、初回盤Bのみ収録）
- ALL SINGLeeeeS 〜& New Beginning〜（#1）

## カバー
キセキ
- アンドリューW.K. - 「KISEKI」というタイトルで英語でカバーしている。
- C.J.ルイス（C.J. Lewis） - 英国のレゲエ歌手。「Ki・se・ki」というタイトルでレゲエカバーしている。
- Naomileと内藤匠によるユニット「Little Whisper」 - 同名タイトルでテクノ系のカバー（『SWEETS HOUSE 〜for J-POP HIT COVERS CANDY〜』収録）。
- 美吉田月 - 同名タイトルでカバーしている（『Ska Flavor#2』収録）。
- 蘭華 - 同名タイトルでカバー。アルバム『SWEETS! MACARON POP featuring Ranka』（2009年11月17日発売。After Time NQCL-1012。編曲：綾部健三郎。）に収録。
- SISTER KAYA - 同名タイトルでカバー（『Heartful Lovers』収録）。
- 阿部恭子 - 同名タイトルでカバー（『やさしいうた』収録）。
- 松崎しげる - 同名タイトルでカバー（『Yes We Can!!』収録）。
- 加藤登紀子 - FUNKISTとコラボレーション、同名タイトルでカバー（『登紀子 男情歌〜SOUL SONGS〜』収録）。
- ミゲル・ゲレイロ - 同名タイトルでカバー（『しあわせソングス-初めましてミゲルです☆-』収録）。
- Tiara - DEPAPEPEとコラボレーション、同名タイトルでカバー（『Sweet Flavor 〜cover song collection〜』収録）。
- フェイバリットソング合唱団[メンバー 1] - アルバム『いつも口ずさんでた歌を合唱でカヴァーしてみた』（2013年4月17日）収録。
- ヒュー・ジャックマン - トヨタ自動車「クラウン」のCM内で、英語版を歌っている（2014年）。
- whiteeeen - 「キセキ〜未来へ〜」のタイトルでカバー。GReeeeN自身も歌唱に参加している。映画『青空エール』主題歌[18]。
- グリーンボーイズ - 映画『キセキ -あの日のソビト-』でGReeeeNのメンバーを演じた4人によるユニットで、同名タイトルでカバー[19]。
- 高木さん（高橋李依） - TVアニメ『からかい上手の高木さん2』第3・4話エンディングテーマ『「からかい上手の高木さん2」Cover Song Collection』に収録[20]。
- 島津亜矢 - 同名タイトルでカバー（『SINGER 7』収録）
- 莉犬 - 同名タイトルでカバー（配信シングルとして配信）。（2021年）
- 東儀秀樹 -YouTubeチャンネルで全編雅楽でのインストメタルでカバーした演奏動画が2020年6月11日(再投稿は2021年9月2日)に投稿された。 2021年9月2日放送のフジテレビ 千鳥のクセがスゴいネタGPの東儀秀樹VS吉川晃司(ものまね芸人神奈月)の因縁の対決で披露した。
- 風神RIZING！ - 『ARGONAVIS Cover Collection -Mix-』（2021年11月17日発売）に収録。
- 千葉翔也 - アルバム『[Re:collection] HIT SONG cover series feat.voice actors〜00's-10's EDITION〜』（2022年7月27日発売）に収録。

ルーキーズ
TRUE COVER PROJECT

## キセキ〜未来へ〜
「キセキ 〜未来へ〜」（キセキ みらいへ）はwhiteeeenの3枚目となるシングル。2016年8月17日にZEN MUSICから発売された。「ポケット」以来、1年振りのシングルとなる。

### 収録曲（キセキ 〜未来へ〜）
1. キセキ 〜未来へ〜 [4:33]
作詞・作曲：GReeeeN
  - 映画『青空エール』主題歌
2. メロディー [4:18]
作詞：whiteeeen 作曲：高田翼/JIN
  - 映画『青空エール』挿入歌

## 映画
『キセキ -あの日のソビト-』（キセキ あのひのソビト）のタイトルで、2017年1月28日に公開された。松坂桃李と菅田将暉のダブル主演。

### ユニットメンバー
1. ↑  秋元瑞貴、阿部玲子、石垣奈津美、石川詩乃、内田愛美、大木美和、加藤祐梨、北澤綾香、黒木美咲、雑賀優、坂口愛佳、紗上唄菜、坂本麻美、阪本智美、桜木アミサ、笹本菜津枝、篠永百合、瀬川恵理、竹内麻沙美、谷邊由美、田村奈央、辻綾乃、富永佳恵、中牟田理恵、中村温姫、沼裕華、中芝文香、萩乃水城、濱谷夏帆、三上梨絵、森島亜梨紗、吉田紗和子、羅弘美